# Kabinett Bolz
Das Kabinett Bolz bildete vom 8. Juni 1928 bis 11. März 1933 die Landesregierung von Württemberg.

## Mitglieder
| Amt                          | Name                              | Bild | Partei | Partei |
| ---------------------------- | --------------------------------- | ---- | ------ | ------ |
| Staatspräsident              | Eugen Bolz                        |      |        | Z      |
| Inneres                      | Eugen Bolz                        |      |        | Z      |
| Justiz                       | Josef Beyerle                     |      |        | Z      |
| Kult                         | Wilhelm Bazille                   |      |        | DNVP   |
| Finanzen                     | Alfred Dehlinger                  |      |        | DNVP   |
| Wirtschaft                   | Josef Beyerle bis 19. Januar 1930 |      |        | Z      |
| Wirtschaft                   | Reinhold Maier                    |      |        | DDP    |
| Staatsrat ab 19. Januar 1930 | Johannes Rath                     |      |        | DVP    |